# Slowcore
Lo slowcore, a volte scritto slo-core e chiamato anche sadcore, è un sottogenere musicale dell'indie rock e dell'alternative rock. È caratterizzato da ritmi rallentati, melodie in tonalità minore, arrangiamenti minimali e atmosfere rarefatte e depresse. I brani hanno una forte componente strumentale.
Nato negli Stati Uniti alla fine degli anni ottanta, non è riferito ad una scena specifica ma ad un'attitudine abbracciata da alcuni gruppi dopo l'ondata hardcore della metà anni ottanta e si intreccia con una certa parte di post-rock come quello degli Slint o dei Karate. 
Esponenti principali sono stati i Codeine (considerati da molti i veri iniziatori della tendenza), i Galaxie 500, i Low, i Red House Painters, gli American Music Club, i Black Heart Procession, gli Spain, i Duster, i Bedhead, gli Idaho, i Seam e gli Early Day Miners. Sono inoltre accostabili al genere artisti come Smog, Arab Strap e Cowboy Junkies.